# Жировицький монастир
Жировицький Свято-Успенський монастир — чоловічий ставропігійний монастир, який сьогодні належить Білоруському екзархату Російської православної церкви, в селі Жировичі (Слонімський район, Гродненська область).

## Історія
Монастир виник на місці, де, згідно з переказами, 1470 року чудесним чином з'явилася ікона Матері Божої, названа Жировицькою. Монастир був заснований в кінці XV ст. як православний. У 1613 р перейшов до василіан, які відродили культ Богоматері і зробили монастир головним центром Унії. Першим ігуменом монастиря за часів унії був Йосафат Кунцевич. Зусиллями василіян за часів унії було зведено великий монастирський комплекс з кам'яних храмів барокової архітектури. У 1730 року в присутності десятків тисяч католиків візантійського та латинського обряду, а також інших віруючих чудотворна ікона Божої Матері з Жировицького монастиря була урочисто коронована золотими папськими коронами, а Жировицьку Богоматір оголошено покровителькою і заступницею білоруського народу.

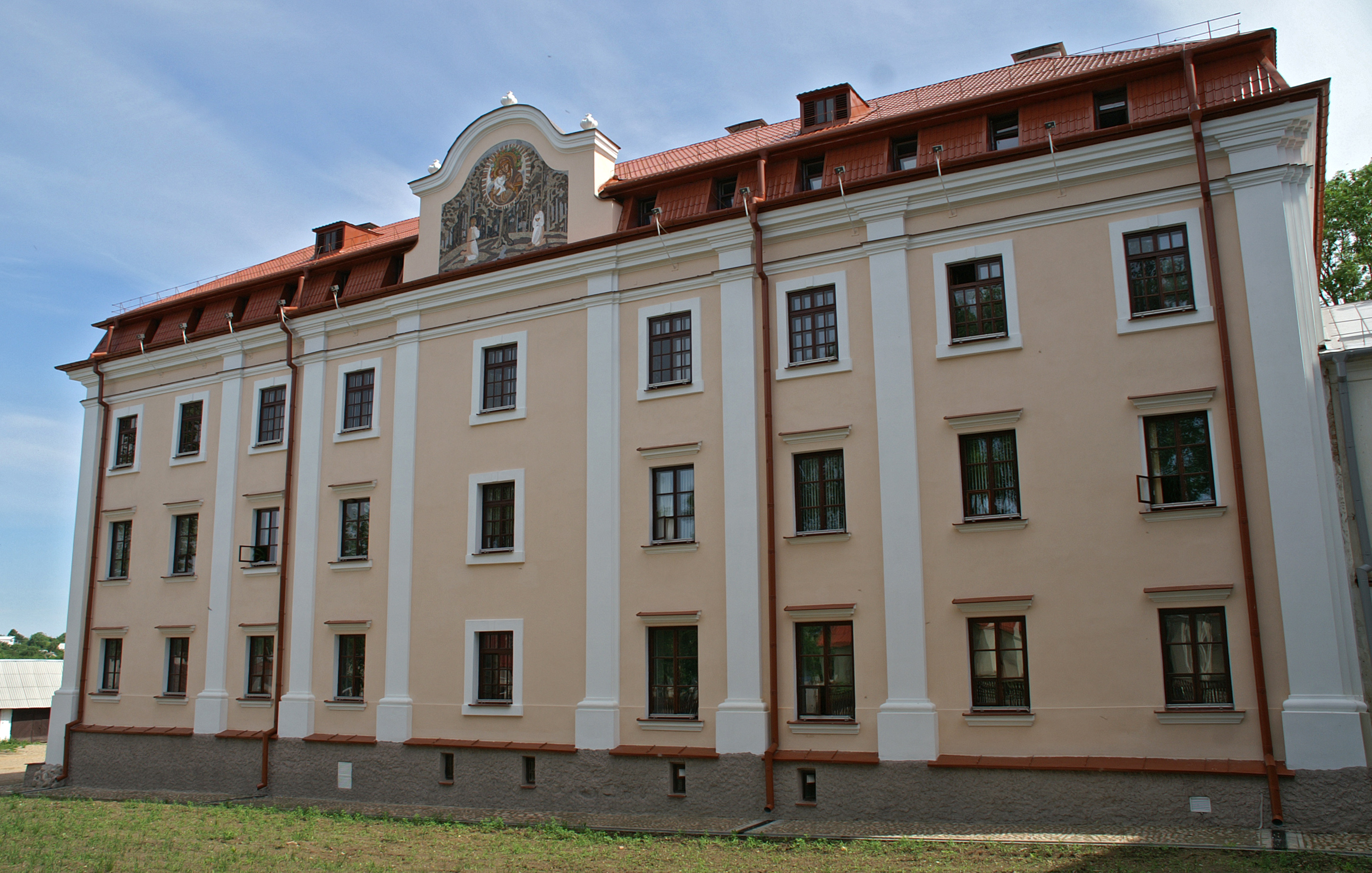
Монастирський корпус

У 1810—1828 рр. монастир був резиденцією Брестської унійної єпархії, в 1828—1839 рр. — Литовської унійної єпархії. У 1839 р Йосип Семашко, користуючись підтримкою царської влади і заступництвом самого імператора Миколи I, перевів частину ченців Жіровицького монастиря в православ'я, а незгідних вислав у спеціально призначені монастирі, в тому числі за межами Білорусі.
Завдяки тому, що до вересня 1939 року Жировичі не входили до складу СРСР, монастир ніколи не закривався. У міжвоєнний період монастирський храм — Кальварія (Церква Воздвиження Хреста) знаходився в користуванні римо-католиків.

## Галерея

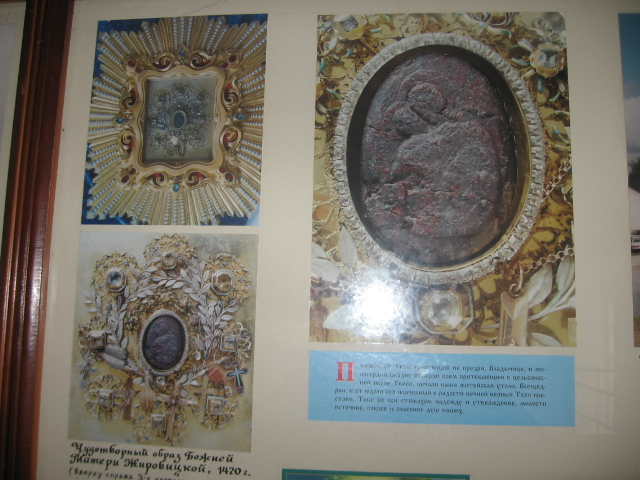
Чудотворна ікона
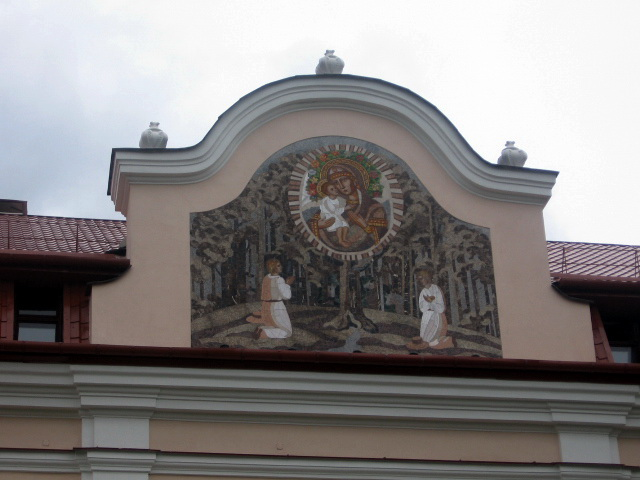
Жировицька ікона Божої Матері на фронтоні монастиря
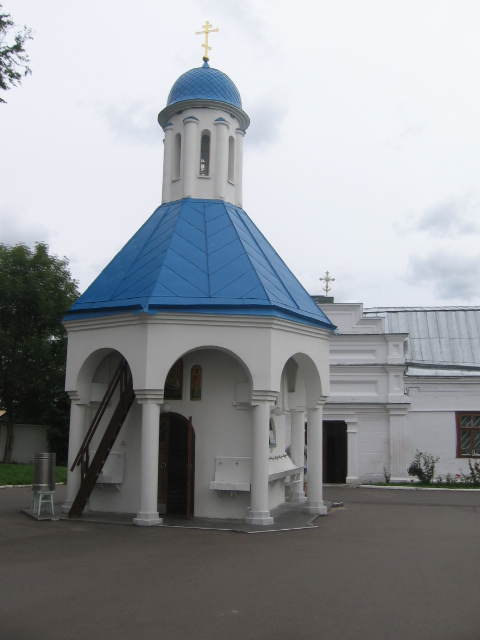
Джерело зі святою водою на території монастиря
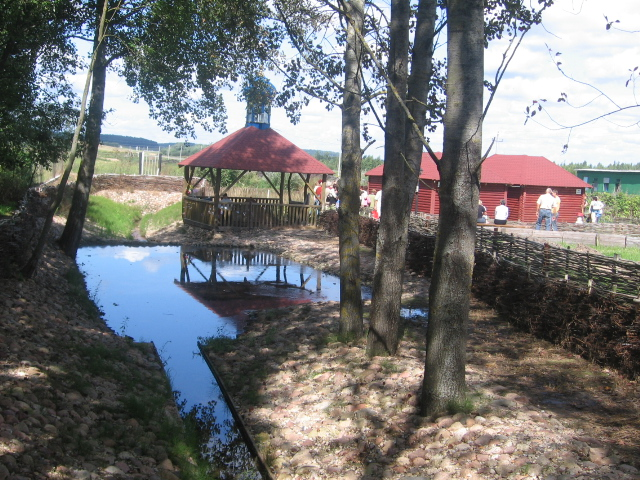
Купельня і джерело за територією монастиря
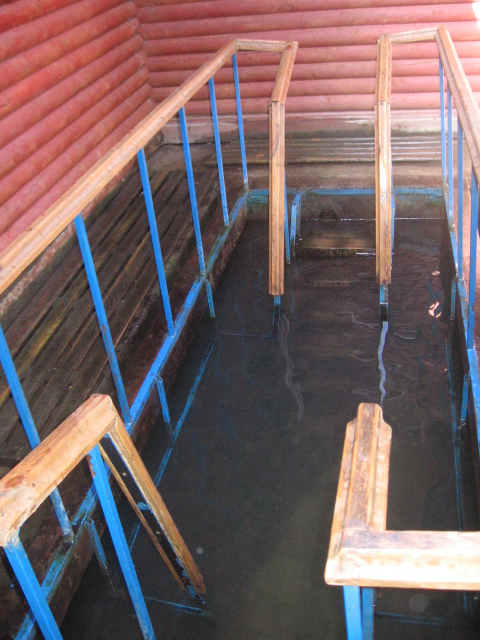
Купельня зсередини
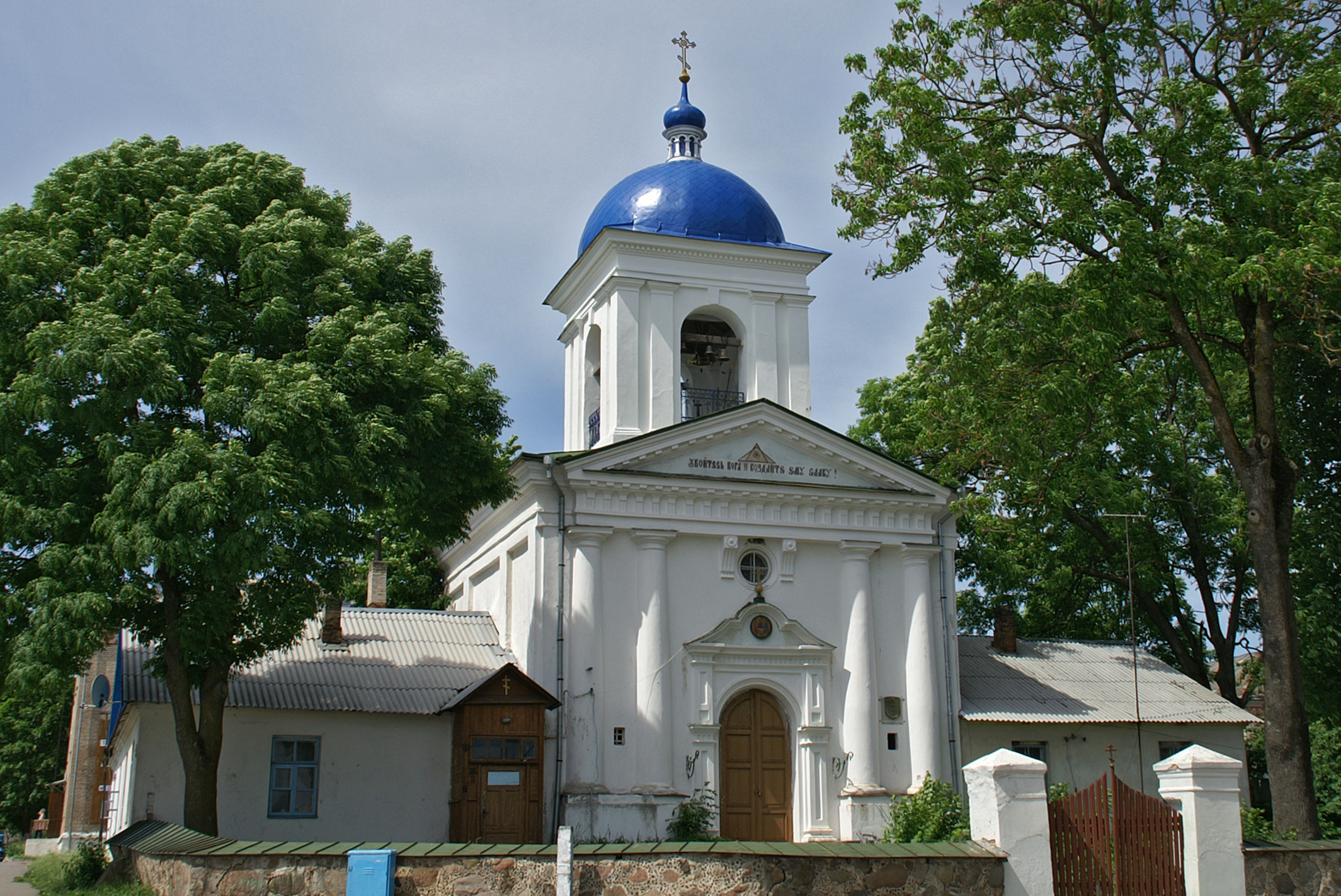
Дзвіниця